# Lake Arthur (Louisiana)
Lake Arthur is een plaats (town) in de Amerikaanse staat Louisiana, en valt bestuurlijk gezien onder Jefferson Davis Parish.

## Demografie
Bij de volkstelling in 2000 werd het aantal inwoners vastgesteld op 3007.
In 2006 is het aantal inwoners door het United States Census Bureau geschat op 2910, een daling van 97 (-3.2%).

## Geografie
Volgens het United States Census Bureau beslaat de plaats een oppervlakte van
6,3 km², waarvan 4,8 km² land en 1,5 km² water.

## Plaatsen in de nabije omgeving
De onderstaande figuur toont nabijgelegen plaatsen in een straal van 24 km rond Lake Arthur.